# OGLE-2005-BLG-390L
OGLE-2005-BLG-390L — зірка в сузір'ї Скорпіона на відстані 21500 світлових років від Землі. Це надзвичайно тьмяний та холодний червоний карлик спектрального класу М4. Навколо зірки обертається щонайменше одна планета.

## Планетарна система
25 січня 2006 року на орбіті зірки OGLE-2005-BLG-390L було виявлено екзопланету. Вона являє собою надземлю, яка звертається на середній відстані 2,6 а.o. довкола батьківської зірки і здійснює повний оборот за 3500 земних днів. Інші орбітальні характеристики планети зараз залишаються невідомими. OGLE-2005-BLG-390Lb вважається однією з найменш масивних відомих екзопланет (5,5 мас Землі), що обертаються навколо зірки головної послідовності. Грунтуючись на малій масі планети та рівноважній температурі близько 50 K, передбачається, що планета складається в основному з льоду. В даний час OGLE-2005-BLG-390Lb вважається найвіддаленішою планетою від Землі з усіх інших відомих планетних систем.